# Kate - La bisbetica domata
Kate - La bisbetica domata è un film di animazione italiano del 2004 diretto da Roberto Lione. Lungometraggio girato con la papermotion, utilizzando carta colorata per costruire personaggi e scenografie 3D.

## Trama
La spassosa storia d'amore fra una femminista dal temperamento collerico e un irriducibile playboy.
Petruchio, playboy pieno di charme ha perso tutto il patrimonio al tavolo da gioco del casinò di Don Sarago. Peggio, il patrimonio e tutta l'eredità sono spariti senza lasciare traccia di contanti, denaro che Petruchio deve ancora pagare a Don Sarago boss che non perdona. Per rimediare Petruchio pensa di cercar moglie, trovarne una subito e che porti una pingue dote. Deve assolutamente bloccare Don Sarago che da vero pescecane vuole la sua pelle. Caterina, che non vuole aver niente a che fare con gli uomini, almeno così dice, è bella e ricca ma ha un caratteraccio da vera BISBETICA (mai chiamarla Kate). Sua sorella Bianca ne è la vittima in quanto pur essendo circondata da diversi spasimanti che le fanno la corte il padre non le permette di sposarsi fino a quando Caterina non si sistema. Ma Caterina da vera bisbetica gli uomini li fa scappare. Lei li sfida a batterla con lo skateboard sul giro della morte, si diverte ad usare la spada contro i frati, fanatici predicatori, per smascherare le loro gozzoviglie. Si diverte persino a sfidare Petruchio a fil di spada sui tetti di casa sua. Riuscirà mai Petruchio a conquistare il cuore di Caterina (e la sua dote?) prima che Don Sarago riesca a trovarlo? La continua sfida fra Petruchio e Caterina ha un finale che sorprende tutti. William Shakespeare avrebbe sicuramente riso ad un simile adattamento impertinente della sua commedia dall'azione frenetica, in un'Italia rinascimentale in cui la protagonista (col viso da papera) canta alla Diana Ross e l'eroe (una volpe) usa il cellulare. Il film è ispirato tanto a Shakespeare, quanto al Kiss me Kate della cultura popolare americana di Cole Porter. Per I personaggi di carta sono state usate armature di bronzo costruite su misura da un artigiano orafo. È il primo lungometraggio italiano in Paper Motion.

## Produzione

### Riprese
Film girato in Italia, precisamente nella campagna umbra. Per le riprese sono stati creati dieci teatri di posa in miniatura, cadauno con almeno quaranta punti di luce. Le riprese ed il processo post-produzione sono durati quattro anni.